# Erythrogonia excisa
Erythrogonia excisa är en insektsart som beskrevs av Melichar 1926. Erythrogonia excisa ingår i släktet Erythrogonia och familjen dvärgstritar. Inga underarter finns listade i Catalogue of Life.